# Federico Hoppe y Rute
Federico Hoppe y Rute (Màlaga, 26 de març de 1826 - ?) fou un polític espanyol, diputat durant la restauració borbònica.
Durant molts anys va ocupar diversos càrrecs a governs civils, al Ministeri d'Ultramar i a la Sala de Indias del Tribunal de Comptes. A les eleccions generals espanyoles d'abril de 1872 fou elegit diputat per Albuñol (província de Granada) del Partit Constitucional. Quan es produí la restauració borbònica fou nomenat el 1874 director general de Contribucions i Impostos indirectes, càrrec que ocupa també el 1877. fou escollit novament diputat per Utuado (Puerto Rico) a les eleccions generals espanyoles de 1876 i pel de Solsona a les eleccions generals espanyoles de 1879. També fou membre del Senat per la província de Granada el 1871-1872, per la de Zamora el 1878-1879, per la de Jaén el 1883-1884 i per la de Màlaga el 1886, 1893-1894 i 1898-1899. El 1880 ingressà al Partit Liberal Fusionista i durant la dècada de 1890 fou membre del Consell d'Estat d'Espanya.